# Fragments from a Space Cadet
Fragments From a Space Cadet er et album fra danske Kenneth Bager. Med cd'en medfølger en dvd.
Kenneth Bager præmieres med 50.000 kr. af Statens Kunstfond i 2006 for ”Fragments From a Space Cadet” – Kunststyrelsen – Statens Kunstfonds tonekunstudvalgs præmieringer 2006 Arkiveret 12. december 2007 hos  Wayback Machine

## Spor
1. Fragment Six (Speak my name) (Feat. Camilla Munck)
2. Fragment Zero (... and I kept dubbin')
3. Fragment One (...and I kept hearing) (Feat. Gisli)
4. Fragment Two (The first picture) (Feat. Julee Cruise)
5. Fragment Eight (The sound of swing) (Feat. The Hellerup Cool School Choir)
6. Fragment Five (Moonlight Talking) (Feat. Camilla Munck)
7. Fragment Seven (Les Fleurs) (Feat. Julee Cruise)
8. Fragment Three (Walther & Viola)
9. Fragment Ten (On the floor – dub) (Feat. Julee Cruise)
10. Fragment Four (Love won't leave me alone) (Feat. Nikolaj Grandjean & Jean Luc Ponty)
11. Fragment Nine (Would you like to seduce me?)
12. Fragment Eleven (The day after yesterday – a love story in five parts)
  1. Part 1: The meeting
  2. Part 2: Traveling
  3. Part 3: The story (Feat. Julee Cruise)
  4. Part 4: Reflections
  5. Part 5: It'll never happen again (Feat. Julee Cruise & Syd Matters)